# The Cutthroats 9
The Cutthroats 9 es una banda formada por Chris Spencer, miembro de Unsane, cuando Spencer se mudó a California después de que Unsane se tomara un descanso en 2000. El primer sencillo fue «You Should Be Dead»/«Can't Do a Thing» lanzado por Man's Ruin Records con Spencer en guitarra y voz, Mark Laramie (o Laramee) en el bajo y Billy Ropple en batería. Su primer álbum se llamó The Cutthroats 9 y también fue lanzado por Man's Ruin. La alineación para esta grabación contó con Spence en guitarra y voz, el bajista de Unsane Dave Curran más Mark Laremie y Will Carroll en guitarra y batería respectivamente. El siguiente lanzamiento fue un EP de seis canciones el cual fue lanzado por Reptilian Records con Chris en guitarra, Mark en bajo y Will en batería.
El nombre de la banda hace alusión a Cut-Throats Nine, el título en inglés de la película de culto de 1972 Condenados a vivir, un wéstern de horror dirigido por el español Joaquín Marchent.

## Integrantes
- Guitarra/voz - Chris Spencer
- Bajo - Dave Curran
- Guitarra - Mark Laramie
- Batería - Will Carroll

## Discografía
- You Should Be Dead (Reptilian Records) - sencillo, 1999
- The Cutthroats 9 (Man's Ruin Records) - álbum de estudio, 2000
- Anger Management (Reptilian Records) - EP, 2001
- Dissent (Reptilian Records) - álbum de estudio, 2014

- Datos: Q7728529